# Antonio Genovesi

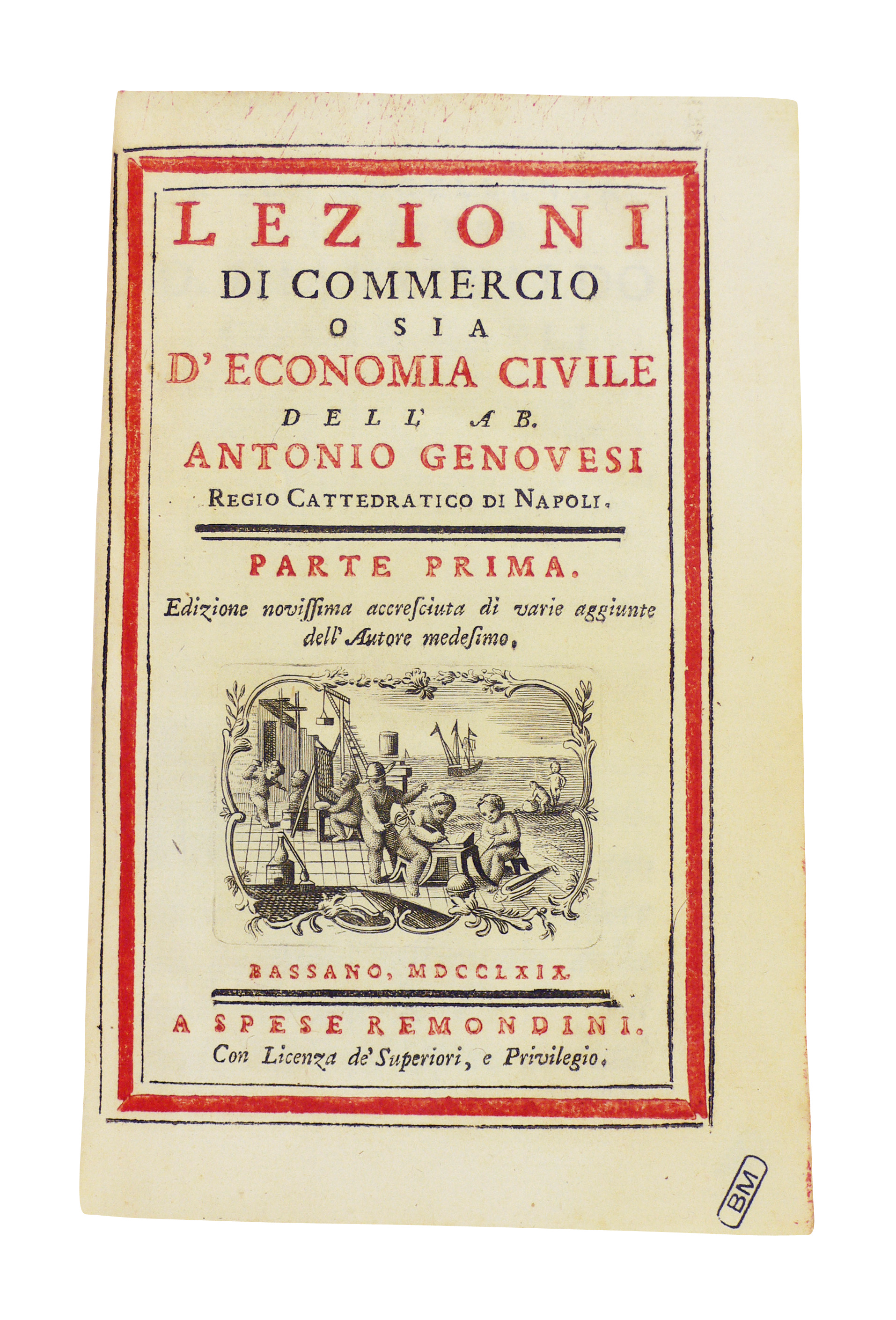
Lezioni di commercio, 1769.

Antonio Genovesi, född 1 november 1712, död 22 september 1769, var en italiensk filosof.
Genovesi var huvudsakligen eklektiker i upplysningstidens anda, orolig i sitt tänkande och under motsatt inverkan av Leibniz, Wolff och Locke behandlade en mångfald problem. Till hans lärjungar hörde Francesco Mario Pagano. Av Genovesis skrifter märks Elementorum artis logico-criticæ libri V (1745).